# Анк-Морпорк
Анк-Морпорк (англ. Ankh-Morpork) — вымышленный город в серии книг «Плоский мир» Терри Пратчетта.
По словам самого писателя, город объединяет в себе черты крупных средневековых западноевропейских торговых городов и черты Лондона XVIII века, Сиэтла XIX века и современного Нью-Йорка. Жители Анк-Морпорка любовно называют его «Большим Койхреном» точно так же, как жители Нью-Йорка называют свой город — «Большим яблоком» (Койхрен — овощ, произрастающий только в некоторых районах Очудноземелья. Обычно достигает двадцати футов в высоту, покрыт колючками цвета ушной серы, и пахнет как муравьед, которому попался особенно вонючий муравей.)
Анк-Морпорк — торговая столица Плоского Мира. Это также крупный научно-магический центр — в нём расположено крупнейшее магическое учебное заведение мира — Незримый Университет.

## География
Анк-Морпорк раскинулся в долине Сто, в устье реки Анк, наиболее загрязнённой реки на Диске. Ещё не достигнув города, Анк уже переполнен наносами с равнин Сто. После того, как река протечёт через весь город, вода в ней становится настолько плотной, что по ней можно ходить.
Горожане странным образом гордятся этим фактом, в Анк-Морпроке в ходу поговорка — «в нашей реке легче задохнуться, чем утонуть». Они также заявляют, что «воды Анка — чистейшие на всем Диске, ведь нельзя быть грязным, пройдя через такое количество почек».
Весной таяние снегов на равнинах приводит к затоплению беднейших районов Морпорка. В жаркое время года существует опасность самовозгорания реки, что часто случалось в прошлом.
Анк впадает в Круглое море, плоскомирский аналог Средиземного. Анк-Морпорк является крупнейшим портом Плоского Мира, его географическое расположение несет максимальную экономическую выгоду — он служит воротами к морю практически для всего материка.
Поскольку Анк-Морпорк равноудалён как от Пупа, так и от Края, климат в этом регионе умеренный.
Название Анк-Морпорк относится как к самому городу — области ограниченной стенами и занимающей примерно одну квадратную милю, так и к окружающим его пригородам.
Река Анк делит город на две половины: полный гордости Анк и полный заразы Морпорк (впрочем, чума ведет себя вполне демократично и охватывает почти весь город). В Морпорке находится также и печально известный район трущоб, Тени.
Считается, что теоретически город возведён на суглинках, но на самом деле он стоит на предыдущих слоях города. Благодаря своей особой природе, а также ежегодному разливу Анка, жители Анк-Морпорка предпочитали и предпочитают надстраивать здания поверх старых, занесённых илом, а не откапывать их. В результате, многие владельцы домов и не предполагают, какой глубины фундамент они имеют. Под Анк-Морпорком существуют целая сеть старых улиц, заброшенных канализационных систем и полузасыпанных фундаментов, позволяющая пересечь весь город, не поднимаясь на поверхность. Городские гномы (дварфы), чья популяция стала быстро увеличиваться в последнее время, частично расчистили подземелье города и проложили новые туннели и шахты.

## История
Согласно легенде, город был заложен двумя осиротевшими близнецами, которых выкормила бегемотиха. В память об этом событии гиппопотам является королевским животным Анка. Восемь геральдических бегемотов и по сию пору стоят на Медном мосту, повернувшись мордами в сторону моря. По легенде, если городу будет угрожать опасность, они немедленно удерут.
Существует и вторая легенда, менее популярная. В ней говорится, что в давние времена, когда Боги устроили всемирный потоп, несколько мудрецов соорудили огромную лодку и в эту лодку погрузили по паре каждой твари, в то время населявшей Диск. Через пару недель из-за накопившегося навоза лодка сильно осела, и тогда — так гласит история — его побросали за борт и нарекли это место Анк-Морпорком.
Общепризнанно, что самым первым зданием в городе является Башня искусств, которую заложил маг Альберто Малих в 1 году АМ. Вокруг этой башни со временем вырос Незримый Университет и Анк-Морпорк стал магическим учебным центром Диска. Рядом со зданиями Незримого университета сохранились небольшие фрагменты первой городской стены. С годами, однако, в более судоходной части реки были выстроены доки и центр города сдвинулся вниз по течению.
Анк-Морпоркская империя была основана Генералом Тактикусом, величайшим полководцем в истории Диска. Тактикус не смог примириться с тем фактом, что чрезвычайно разросшаяся Империя вышла из под его контроля, и поэтому он покинул Анк-Морпорк и уплыл в Орлею, чтобы стать там королём. Будучи королём Орлеи, он решил, что величайшей опасностью для его королевства является Анк-Морпоркская Империя и объявил ей войну.
В прошлом, называемым по недоразумению «золотым веком», Анк-Морпорком правили Короли Анкские. Легенды гласили, что это были мудрые, благородные и справедливые правители. Примерно две тысячи лет назад эта линия оборвалась и к власти пришли короли, более соответствующие действительности — безнравственные и извращенные, приведшие к падению Империи.
Последние короли Анк-Морпорка прославились, как опасные безумцы.
В истории сохранились имена следующих королей Анк-Морпорка:
- Королева Альгуинна IV
- Король Арторолло, (современник Альберто Малиха)
- Король Сайрон IV
- Королева Коанна
- Король Аааах, который правил 1.13 секунды после своей коронации и был убит.
- Король Людвиг Деревянный, четырёхлетнее правление короля Людвига считается одним из самых благополучных периодов за всю историю анк-морпоркской монархии. Народ с удовольствием ожидал королевских прокламаций о необходимости создать новый вид лягушек, или о способах, каким невидимки подсматривали за ним, когда он посещал туалет. Ему также принадлежит авторство одного из девизов города «Quanti Canicula Ille In Fenestra» — «И почем эта собачонка в окошке?».
- Король Парагор
- Король Тиррил
- Король Вельтрик III
- Веббельторп Бессознательный

Последним и наихудшим был король Лоренцо Добрый. Он был свергнут во время Анк-Морпоркской гражданской войны в 1688 г АМ. Известно, что он был казнен лично Командором Городской Стражи «Каменнолицым» Ваймсом, предположительным предком нынешнего главы Городской Стражи Сэмюэля Ваймса, герцога Анкского. Вскоре после этого «Каменнолицего» свергли, род «Каменнолицего» Ваймса был проклят и им было запрещено иметь родовой герб.
С тех пор в Анк-Морпорке установилась не передаваемая по наследству, олигархическая власть. Правители по-прежнему оставались безжалостными тиранами, но они, по крайней мере, не претендовали на божественное помазание. Среди горожан ходят упорные слухи, что линия королей не прервалась и по ночам по городу разгуливает истинный король Анк-Морпорка — капитан Моркоу.
Под властью нынешнего патриция — Хэвлока Витинари, Анк-Морпорк стал торговой и политической столицей Диска. Представители самых различных рас заполнили город. В настоящее время в Анк-Морпорке проживает самая большая популяция гномов (дварфов) за пределами Убервальда.
Гражданским символом города является Морпоркия — женщина в накидке капустного цвета, в шлеме и держащая в руках щит с гербом и длинную вилку.

## Общество и экономика
Экономической и социальной жизнью Анк-Морпорка управляют многочисленные Гильдии. Лорд Витинари вполне сознательно поощрял их рост и сейчас в городе их насчитывается три сотни. Каждая Гильдия имеет свои советы, уставы и торговые соглашения. Так например, Гильдия Воров заключает с клиентами договоры, регулирующие как и сколько раз он может быть ограблен, обворован и т. п. Она также выдает лицензии своим членам на оказание подобного рода услуг. Гильдия также заботится о том, чтобы все не входящие в квоту преступления были не только решительно искоренены, но и зарезаны, задушены, расчленены и разбросаны по городу в бумажных свертках. Фактически, она является основной организацией, следящей за порядком и соблюдением законов в Анк-Морпорке.
Тем не менее, в последнее время, Лорд Витинари начал восстанавливать устаревшие правительственные институты — Городскую Стражу, Почту и Монетный Двор, видимо в противовес влиянию гильдийных советов.
Анк-Морпорк является также крупным промышленным центром. Он изобилует фабриками и кустарными заведениями. Имеется процветающий скотный рынок, целый район занимают бойни, на городских верфях строятся суда.
Изобретение печатного станка привело к появлению газет. В Анк-Морпроке располагается штаб-квартира крупнейшей семафорной компании.
Говорят, что все дороги ведут в Анк-Морпорк, что не соответствует действительности. Все дороги ведут прочь из Анк-Морпорка.

## Политика
Теоретически, патриция выбирает городской совет из представителей богатых и влиятельных семейств. Фактически же, патрициями обычно становятся либо в результате убийства предшественника, либо после революции. Хотя в истории известны случаи, когда патриции уходили в отставку, но это скорее исключение, чем правило. Чтобы править Анк-Морпорком необходим только один навык — способность оставаться в живых в течение хотя бы пяти минут. К сожалению, почти все патриции, предшествующие нынешнему, продемонстрировали удивительное сходство в привычках с печально известными безумными королями. Единственное отличие состояло в том, что патриции не могли передавать власть по наследству.
В настоящее время патрицием Анк-Морпорка является Хэвлок Витинари, выпускник Гильдии Убийц.
Патриций обладает практически абсолютной властью. Важные решения обычно принимаются на городском совете, в который входят главы Гильдий, но право решения имеет только патриций. Как говорят в Анк-Морпорке — действует принцип «Один человек, один голос». Этим человеком является лорд Витинари, и ему же принадлежит голос.
Лорд Витинари живёт в бывшем королевском дворце, который называют Зимним (летний дворец находится далеко за пределами города и причина такого отдаления будет легко понята любым, кто провел лето около реки), а также Дворцом Патриция. Он правит городом, восседая на деревянном стуле у подножия ступеней, ведущих к древнему Анк-Морпоркскому трону из золота (вернее, из позолоченного и насквозь прогнившего дерева). Однако чаще он занимается делами в Продолговатом Кабинете, который находится в верхних этажах дворца.
В разное время Анк-Морпорком правили:
- Бешеный Ярл Харгарт.
- Чокнутый Лорд Гармони
- Нерш Безумный
- Олаф Квимби II
- Смеющийся Лорд Скапула
- Лорд Сминс
- Смертоносный Лорд Виндер (Вайндер?) /Ветрун/
- Сумасшедший/Психоневротический/ Психопатический Лорд Снапкейз /Капканс/

Как видно из имен его предшественников, их нельзя было назвать приятными или уравновешенными людьми и, в скором времени, они находили свой конец, например, такой, как раскалённая докрасна кочерга, как в случае с одним особенно непопулярным правителем. Также известно, что широко распространённой формой наказания и развлечения народных масс во время правления Сумасшедшего Лорда Снапкейза было четвертование преступников дикими лошадьми. Лорд Витинари прекратил эту традицию. Всё, что он позволяет себе — это запреты на уличные представления и подвешивание верх ногами артистов пантомимы над ямой со скорпионами напротив стены, на которой кто-то написал масляной краской «Научись говорить».

## Гильдии Анк-Морпорка
Анк-Морпорк славится своими многочисленными гильдиями. Анк-Морпоркские гильдии — самые представительные и старые на Диске. Крупнейшие из них представляют собой сложные сообщества, наделённые особыми правами и со своими собственными уставами. Почти все школы и приюты города управляются гильдиями. Гильдийные школы дают довольно высокий уровень образования, например, Гильдия Убийц считается одной из лучших на Диске и многие аристократы отдают своих детей в её школу не столько для того, чтобы они стали наёмными убийцами, но и для получения отменного образования.
Гильдии растят своих членов со школьной скамьи, контролируя все аспекты их жизни, начиная с раннего детства и заканчивая могилой (в частности, Гильдия Убийц). А в некоторых случаях, даже после их смерти, как например Гильдия Жрецов, Священников и Оккультных Посредников.
Всего в Анк-Морпорке насчитывается более 300 гильдий.
Самая старая и богатая гильдия города — Гильдия Нищих, самая стильная — Гильдия Убийц, самая большая — Гильдия Воров (хотя, общепризнано, но ошибочно, наибольшей считается Крысиная Гильдия). До основания Гильдии Жертв, наименьшей была Гильдия С. Р. Б. Н. Достабля (он же её единственный член). Тем не менее, она была квалифицирована как полноправная гильдия, в соответствии со старинным сводом законов, который был изменён немедленно, как только он стал известен мистеру Достаблю.

## Образование
Систему школьного образования в Анк-Морпорке составляют управляемые Гильдиями школы и приюты. В школах при гильдиях ученики не только получают необходимый минимальный уровень образования, но и овладевают профессией. Самой респектабельной среди них является школа при Гильдии Убийц, в которой обучался, к примеру, нынешний патриций Хэвлок Витинари. Девочки из высшего общества получают образование в Щеботанском колледже благородных девиц (Сибилла Овнец).
Альтернативой гильдийным школам являются небольшие частные школы, подобные учебным заведениям Викторианской Англии (dame schools). Даже самые бедные районы имеют такие школы, где стоимость обучения составляет всего пенни в день, принимается также поношенная одежда и еда. В одной из таких школ обучался юный Сэм Ваймс, будущий герцог Анкский и глава городской Стражи. В его программу обучения входили лишь самые азы — счёт, письмо и единицы измерений.

## Праздники
| Дата                                                                     | Название                                                                                |
| ------------------------------------------------------------------------ | --------------------------------------------------------------------------------------- |
| 1 Ик                                                                     | Страшдество (Новый год — Рождество)                                                     |
| 28 Апреля                                                                | День Рождения Терри Пратчетта                                                           |
| 1 Мая                                                                    | День Майского Цвета (May Blossom Day)                                                   |
| 25 Мая                                                                   | Двадцать Пятое Мая — День Сирени (день поминовения последней анк-морпоркской революции) |
| 6 Грюня                                                                  | День Патриция (день рождения Стивена Бриггса)                                           |
| Первый Вторник, Среда и Четверг после последней четверти луны в Сектябре | Дни «Soul Cake»                                                                         |
| 31 Декабря                                                               | Канун Страшдества                                                                       |
| 32 Декабря                                                               | Ночь на Страшдество                                                                     |

## Достопримечательности Анк-Морпорка
- Незримый Университет
- Оперный театр
- Диск — театр
- Псевдополис-Ярд
- Храм Мелких Богов
- Королевский Музей Искусств
- Тени
- Остров Богов
- Музей Гномьего Хлеба
- Склад Фьючерсной Свинины
- Таверна «Залатанный Барабан»
- Бар «Толстый Фраер»

## Города-побратимы
- Английский город Уинкэнтон (англ. Wincanton) в графстве Сомерсет в 2002 городу побратался с Анк-Морпорком и стал первым городом в Великобритании с вымышленным городом-побратимом. А в 2009 году две улицы были названы в честь объектов «Плоского мира» — улица Персикового Пирога и дорога Паточной Шахты. Терри Пратчетт лично составил список вариантов названий улиц и жители выбирали уже из этого списка[1][2].
- В одной из книг о Плоском мире указывалось, что город-государство Щеботан (Квирм) является побратимом Анк-Морпорка.